# Hymenostemma pseudanthemis
Hymenostemma es un género monotípico de plantas fanerógamas perteneciente a la familia Asteraceae. Su única especie: Hymenostemma pseudanthemis Willk., es nativa de la península ibérica. El género fue descrito por Gustav Kunze ex Heinrich Moritz Willkomm y publicado en  Botanische Zeitung (Berlín) 22: 253, en el año 1864.

## Descripción
Hierba anual con 1-10 tallos, con indumento pubérulo más o menos laxo de pelos medifijos en tallos, hojas y brácteas. Tallos de hasta 20 cm, ascendentes, simples o ramificados en la parte inferior. Hojas de hasta 35 (-55) mm, con limbo dividido en lóbulos oblongos y planos; las inferiores espatuladas, largamente pecioladas, con pecíolo hasta dos veces más largo que el limbo y limbo pectinado-pinnatífido; las demás con pecíolo gradualmente más corto, hasta las más superiores que resultan subsentadas, lineares y enteras o dentadas. Capítulos solitarios, de hasta 35 mm de diámetro, con varias filas de brácteas triangulares con margen fimbriado. Receptáculo plano. Flores periféricas hemiliguladas, femeninas, con limbo de 5-12 mm, blanco de base amarilla, haciéndose reflejo y normalmente rojizo en la base en la fructificación; las demás tubulosas, hermafroditas, de 2.5-3 mm, amarillas. Aquenios de 1.2-2.2 mm, con 5-8 costillas longitudinales, más o menos glandulosos, con una corona membranosa de 1-2 mm en las flores hemiliguladas y de 0.5-1 mm en las tubulosas. Se trata de un género monotípico formado por esta única especie.

## Distribución y hábitat
Es endémica de Andalucía. Se encuentra en la provincia de Cádiz en el litoral, Campiña Baja, comarca de Grazalema y comarca de Algeciras, y en la provincia de Málaga en el Parque de los Alcornocales y Serranía de Ronda. Se había indicado en el N de Marruecos, donde su presencia ha sido recientemente descartada. Las poblaciones de esta especie suelen ser extensas y están formadas por numerosos individuos, cubriendo a veces hasta 1.5 km de extensión (como una población que crece entre Arcos de la Frontera y Ubrique), aunque algunos núcleos residuales no pasan de 1 m². Biogeográficamente hay que situarla en la Provincia Gaditano-Onubo-Algarviense, sector Gaditano, y en la Provincia Bética, sector Rondeño.

## Ecología:relaciones con otros organismos
Es especie característica de la alianza Anthyllis hamosa-Malcolmia lacera, perteneciente a la clase fitosociológica Tuberaria guttata. Esta comunidad está formada por especies anuales entre las que predominan Hymenostemma pseudoanthemis, Arenaria emarginata, Malcolmia lacera, 
Anthyllis hamosa, Ornithopus sativus subsp. isthmocarpus, Hippocrepis salzmannii, 
Ononis broterana, Loeflingia baetica, Erodium aethiopicum, Rumex bucephalophorus, etc., además de algunas especies bulbosas como Scilla ramburei (en las poblaciones costeras) y Acis trichophylla.

## Taxonomía
Hymenostemma pseudanthemis fue descrita por  Kunze ex Willk. y publicado en Bot. Zeitung (Berlin) 22: 253. 1864
Citología
Número de cromosomas de Hymenostemma pseudanthemis (Fam. Compositae) y táxones infraespecíficos:
Sinonimia
- Chrysanthemum pseudanthemis Cout.
- Prolongoa pseudanthemis Kunze[4]